# Taygetis indecisa
Taygetis indecisa är en fjärilsart som beskrevs av Ribeiro 1931. Taygetis indecisa ingår i släktet Taygetis och familjen praktfjärilar. Inga underarter finns listade i Catalogue of Life.